# Rifftriel

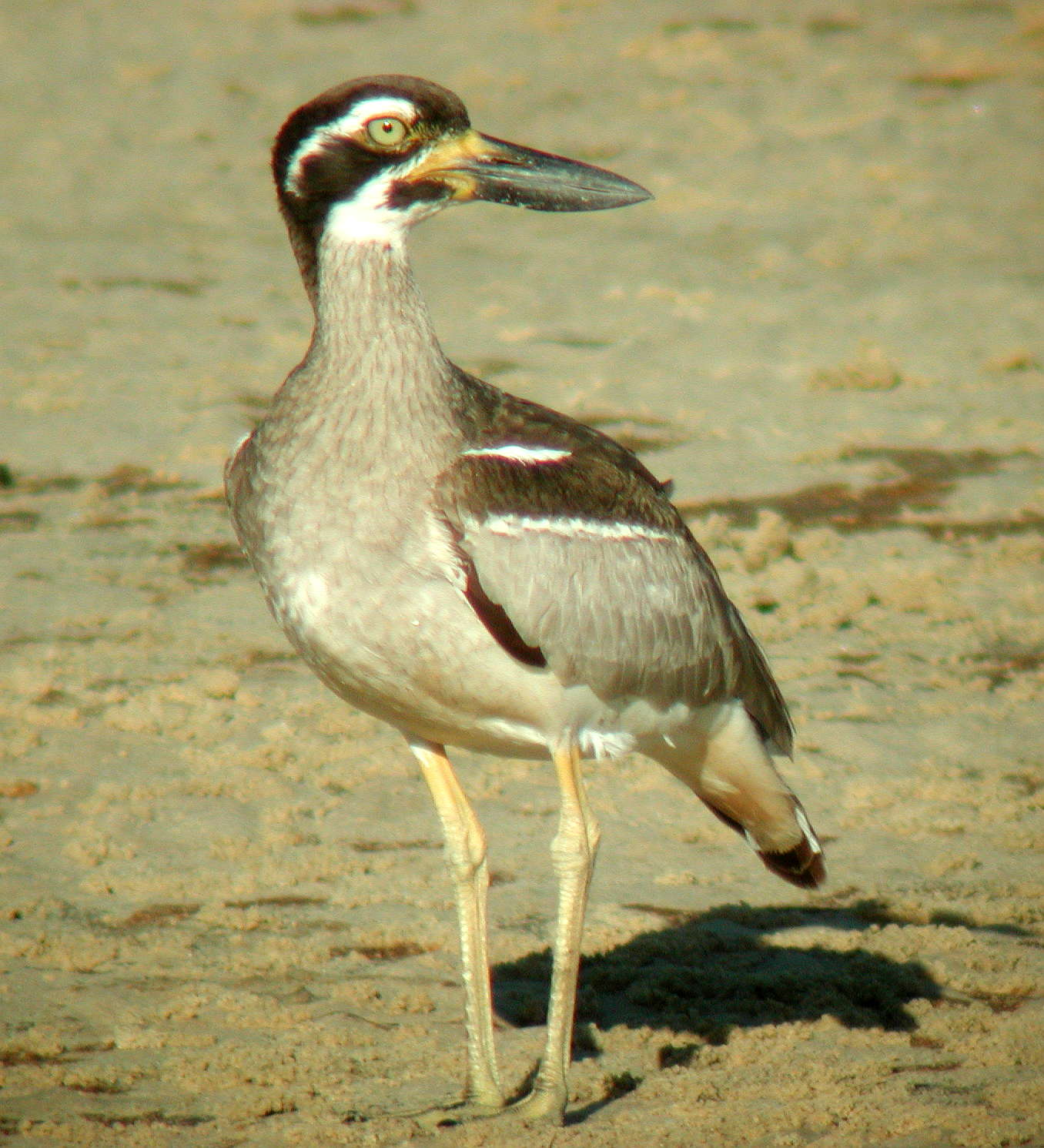
Rifftriel von vorne

Der Rifftriel (Esacus giganteus, Syn.: Esaus magnirostris) ist eine Vogelart aus der Familie der Triele und der Ordnung der Regenpfeiferartigen. Er kommt von der malaiischen Halbinsel bis nach Neuguinea und dem Norden und Osten Australiens vor.
Die Bestandssituation des Rifftriels wird von der IUCN mit potentiell gefährdet (near threatened) angegeben. Es werden keine Unterarten unterschieden.

## Merkmale

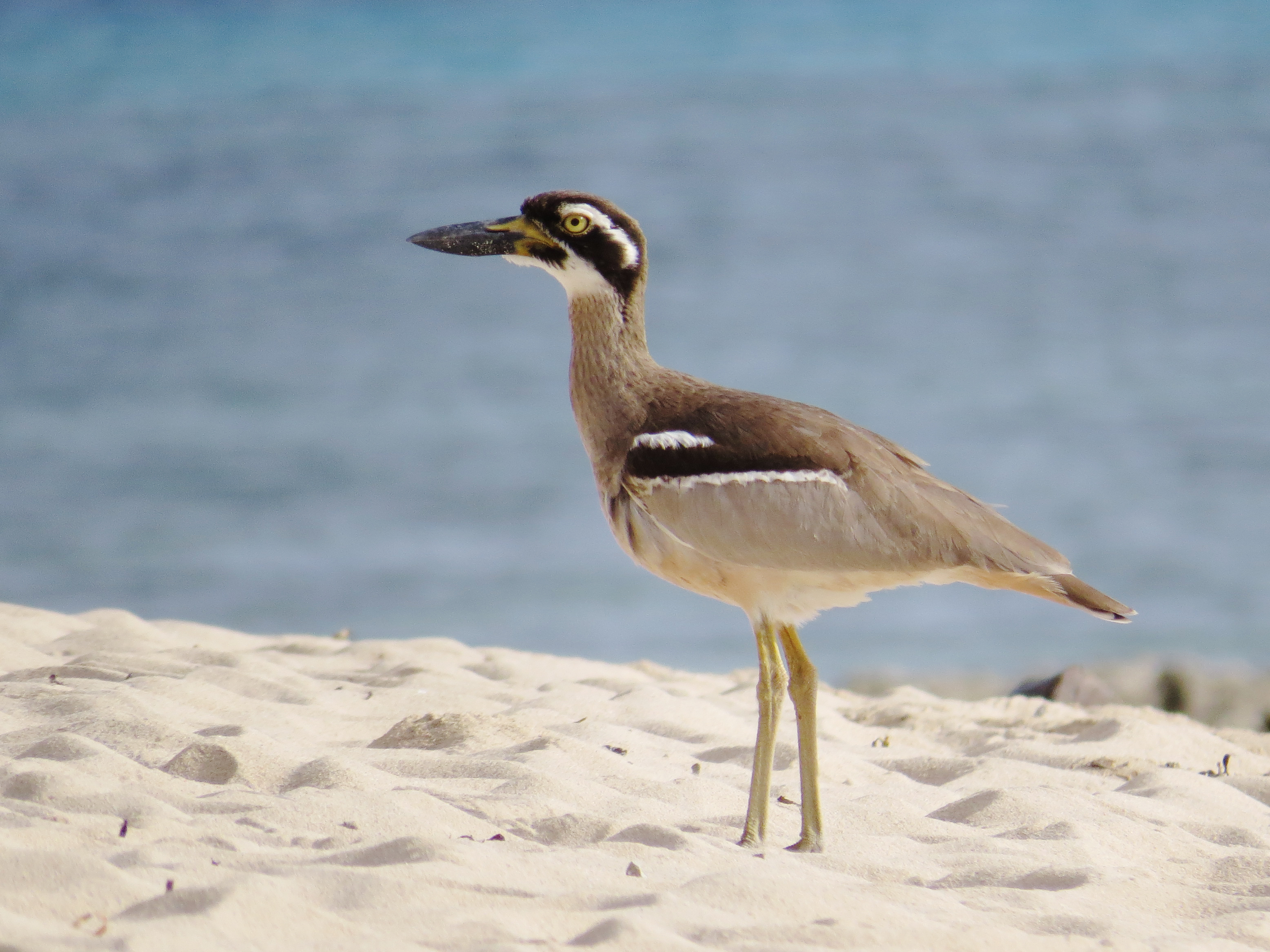
Rifftriel, Queensland, Australien

Der Rifftriel erreicht eine Körperlänge von 54 bis 56 Zentimeter und hat eine Flügelspannweite von 89 bis 109 Zentimeter. Das Gewicht beträgt etwa ein Kilogramm.
Der Rifftriel ist ein kräftig gebauter Vogel. Sein Körper ist langgezogen, die Brust steht weit hervor. Sein Hals ist lang und dünn. Sein mächtiger, kantiger Kopf trägt einen gewaltigen, halbmondförmigen Schnabel. Die Beine sind dünn und lang. Das Fersengelenk ist sehr groß. Der Vogel besitzt drei lange und eine kurze Zehe. Über den Scheitel und an den Augen zieht sich je ein schwarzes Band bis in den Nacken. Zwischen diesen Bändern ist das Gefieder wie auch an der Kehle weiß. Am Kinn befindet sich ein kleiner schwarzer Strich. An diesen grenzt auf der Vorderseite des Halses ein langer, beiger Fleck. Der Vorderkörper des Rifftriels ist braun, der Bauch ist weiß bis beige. Sein Schwanz und seine Handschwingen haben eine dunkle Färbung, seine unteren Armfedern sind grau. Über den Armflügel ziehen sich vom Handgelenk an zwei weiße und dunkelgrau umrahmte Streifen. Die Schnabelspitze ist schwarz, der Schnabelschaft und die Beine sind gelb gefärbt. Die Flügelunterseiten sind weiß.

## Lebensraum und Verbreitung
Der Rifftriel kommt an tropischen Stränden, in Mangroven und an Korallenriffen vor. Er ist an den nördlichen und östlichen Küsten Australiens, Neukaledoniens und auf dem Malaiischen Archipel sowie den Philippinen beheimatet.
In Australien kommt er entlang der Küsten von Westaustralien bis weit nach Südostaustralien vor. Auf Neuguinea ist das Verbreitungsgebiet des Rifftriels etwas disjunkter. Er kommt dort vorwiegend an isolierten Stränden und auf kleinen, der Küste vorgelagerten Inselchen vor.
Das Zugverhalten von Rifftrielen ist bislang nur wenig untersucht. Adulte Vögel gelten als Standvögel, allerdings kommen Irrgäste häufig weit südlich ihres üblichen Verbreitungsgebietes vor. Sie bleiben jedoch immer in Küstennähe.

## Lebensweise
Der Rifftriel lebt einzelgängerisch oder in Paaren, nur gelegentlich kommt es zu Ansammlungen von bis zu sechs Individuen. Er kommt vor allem dort vor, wo sandige Strände weitgehend isoliert sind oder wo durch die Gezeiten ausgedehnte Wattgebiete oder Mangroven zugänglich sind. Gegenüber dem Menschen verhält er sich sehr scheu. Er ist überwiegend dämmerungs- und nachtaktiv. Tagsüber ruht er im Schatten von Bäumen in der Küstenzone oder hält sich am Mangrovenrand auf.
Der Rifftriel steht tagsüber im Schatten oder im flachen Wasser. Nachts und in der Dämmerung geht er auf Nahrungssuche. Er schreitet den Strand entlang und hält Ausschau nach seiner Beute wie Krabben, Muscheln, Würmern und anderen Wirbellosen. Gelegentlich verharrt er auch länger still und lauert so auf Beutetiere. Er erinnert in seiner Nahrungssuche damit an verschiedene Reiherarten. Droht ihm Gefahr läuft er nur weg. Dieser Vogel fliegt selten und schlecht. Sein Nest ist eine durch Körperdruck geformte Mulde am Strand neben Treibholz, Spülgut und Tang. Die Jungen sind Nestflüchter.

## Rifftriele und Menschen
- Rifftriele reagieren sehr empfindlich auf Störung durch Menschen. Strände, die häufiger von Badenden aufgesucht werden, bieten ihm keine geeigneten Brutgebiete mehr.[5]
- Die Eier werden häufiger illegal von Sammlern gestohlen.[5]

## Systematik
Die Art wurde 1818 von Vieillot als Oedicnemus magnirostris erstbeschrieben, ein weiteres Synonym ist Burhinus giganteus. Die IUCN stellt ihn nach Andrew (1992) zusammen mit dem Krabbentriel (E. recurvirostris) in die Gattung Esacus, da eine von Sibley und Monroe (1990, 1993) vorgeschlagene Zusammenführung der Gattung Esacus mit der Gattung Burhinus nicht berücksichtigt, dass die beiden Arten sich durch ihre kräftigen Schnäbel, die schwarz-weiße Gesichtszeichnung und das vereinfachte Rückenmuster von allen anderen Arten der Gattung Burhinus deutlich abheben. Das Artepitheton magnirostris ist das mittlerweile üblich verwendete.